# Bedotia
Bedotia is een geslacht van straalvinnige vissen uit de familie van de bedotia's (Bedotiidae) in de orde der koornaarvisachtigen (Atheriniformes).
Alle soorten binnen het geslacht zijn endemisch in Madagaskar en komen onder andere voor in nationaal park Masoala en Zoölogisch park van Ivoloina. De vissen leven alleen in zoet water en worden ernstig bedreigd.
De vissen zijn meestal kleurrijk en worden vaak niet groter dan 10 centimeter.

## Soorten
Het geslacht telt negen soorten:
- Soort Bedotia albomarginata Sparks & Rush, 2005
- Soort Bedotia alveyi C. C. Jones, W. L. Smith & Sparks, 2010
- Soort Bedotia geayi Pellegrin, 1907
- Soort Bedotia leucopteron Loiselle & D. M. Rodríguez, 2007
- Soort Bedotia longianalis Pellegrin, 1914
- Soort Bedotia madagascariensis Regan, 1903
- Soort Bedotia marojejy Stiassny & I. J. Harrison, 2000
- Soort Bedotia masoala Sparks, 2001
- Soort Bedotia tricolor Pellegrin, 1932

Ook zijn er een aantal nog onbeschreven exemplaren welke zijn opgenomen bij de IUCN:
- Bedotia sp. nov. 'Ankavia-Ankavanana'
- Bedotia sp. nov. 'Bemarivo'
- Bedotia sp. nov. 'Betampona'
- Bedotia sp. nov. 'Garassa'
- Bedotia sp. nov. 'Lazana'
- Bedotia sp. nov. 'Mahanara'
- Bedotia sp. nov. 'Manombo'
- Bedotia sp. nov. 'Namorona'
- Bedotia sp. nov. 'Nosivola'
- Bedotia sp. nov. 'Sambava'